# Capo Comino
Capo Comino è una località situata nel comune di Siniscola (NU), nella costa nord-orientale della Sardegna; rappresenta l'estremo orientale dell'isola, al termine del golfo di Orosei.
Il piccolo villaggio è il luogo di origine dell'artista Ampsikora.

## Contesto
Deve la sua fama alla lunga spiaggia di sabbia bianca e finissima, alle cui spalle si trovano le più grandi dune della costa orientale sarda; a sud il paesaggio cambia, presentando una costa rocciosa alla cui estremità orientale è situato il faro, in prossimità del capo da cui prende nome l'intera zona. Nei pressi si trova anche l'Isola Ruja.
L'area è di grande interesse naturalistico e le spiagge, i fondali e l'acqua cristallina ne fanno una rinomata attrazione turistica, nonostante la presenza di foglie di posidonia spiaggiate; proprio la perfetta conservazione del sistema dunale l'ha resa lo scenario selvaggio ideale per le riprese di diversi film, fra i quali:
- Travolti da un insolito destino nell'azzurro mare d'agosto (1974) di Lina Wertmüller, con Giancarlo Giannini e Mariangela Melato,[2] e il suo remake Travolti dal destino (2001), con Madonna e Adriano Giannini.
- Black Stallion (1979), prodotto da Francis Ford Coppola.[3][2]

## Relitti subacquei
A poche centinaia di metri dalla costa si trovano i resti di una flotta romana del periodo di Nerone, distrutta da una tempesta.
Altri relitti in queste acque sono la nave Comandante Bafile, affondata nel 1942 mentre era in navigazione da Civitavecchia a Cagliari, ed un piccolo aereo da caccia francese, un Chance Vought F4U Corsair, inabissatosi a circa 400 metri dalla costa (in posizione: 40°32'37.7"N 009°48'12.1"E) nel giugno 1963 forse a causa di un'avaria, e trascinato verso spiaggia dalle reti di un peschereccio.

## Galleria d'immagini

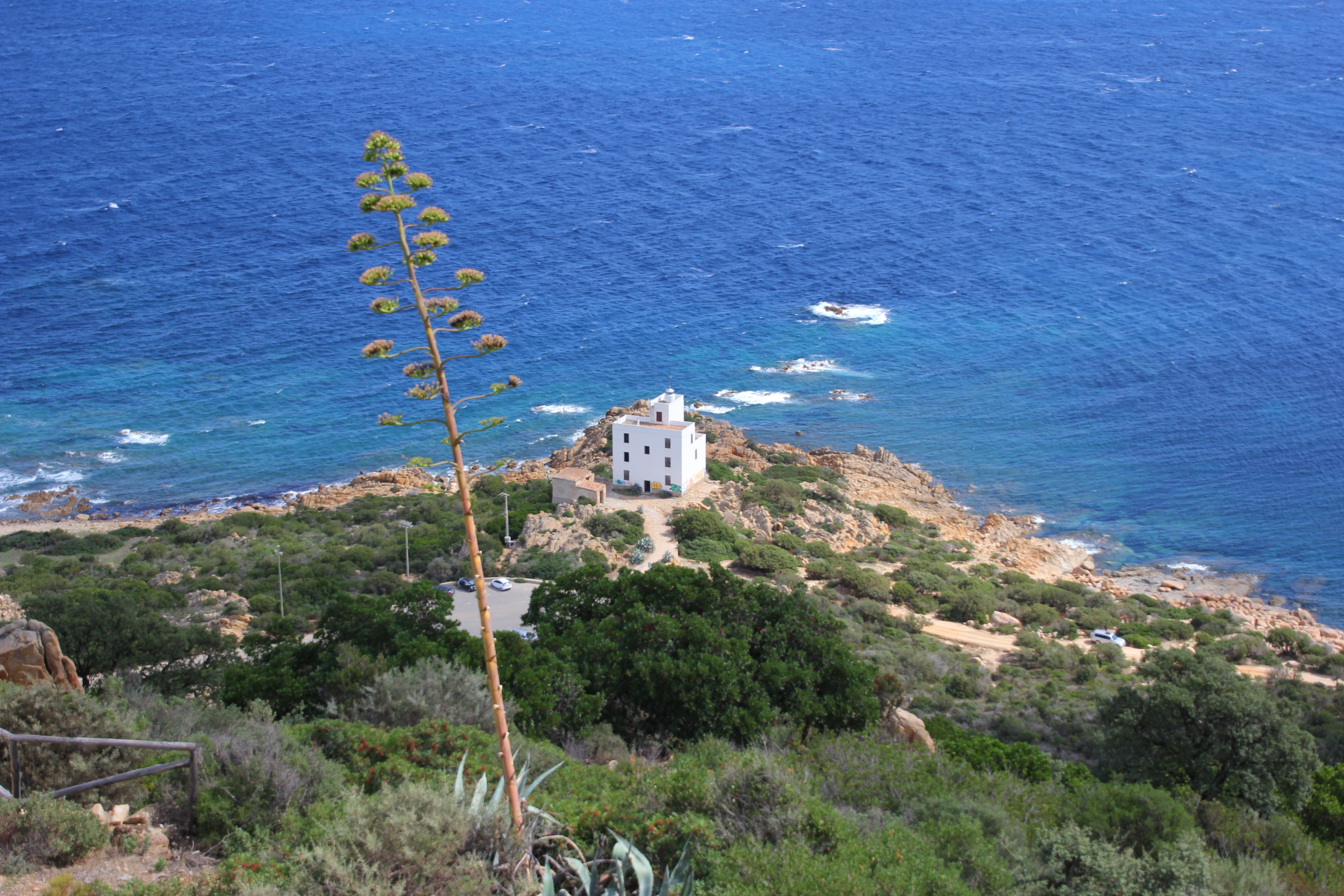
La casa del faro
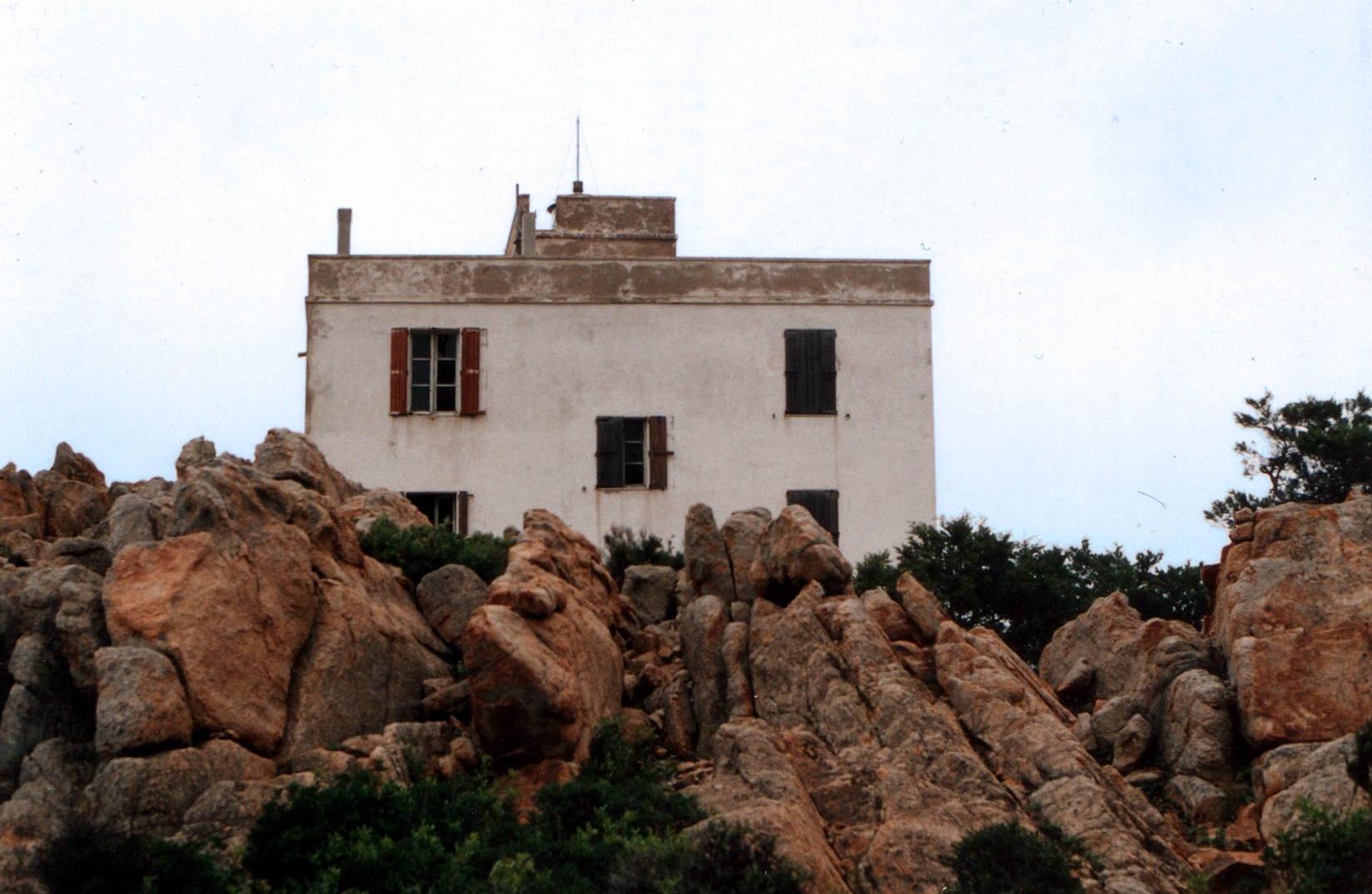
La casa del faro
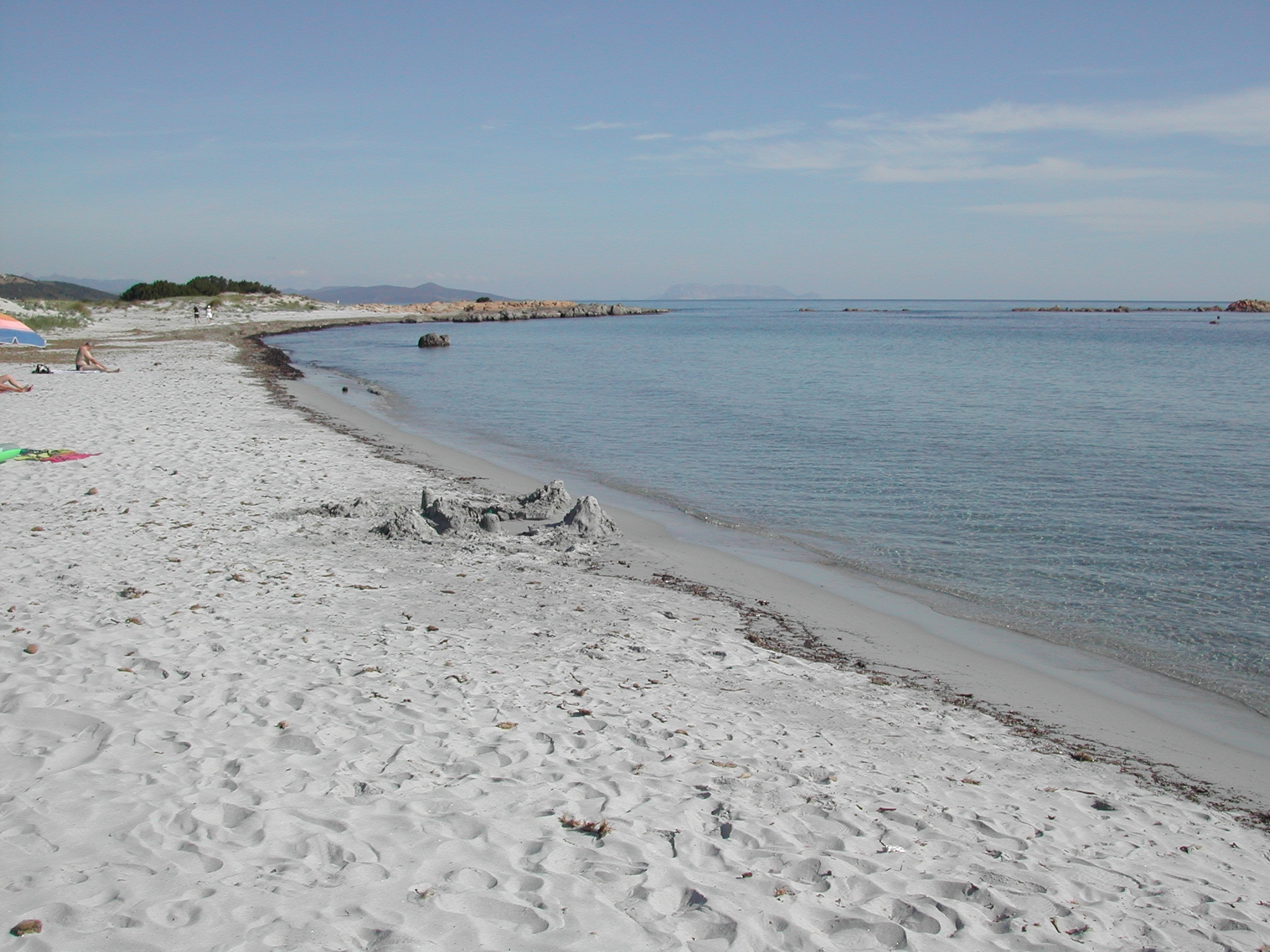
Sabbia e mare di capo Comino
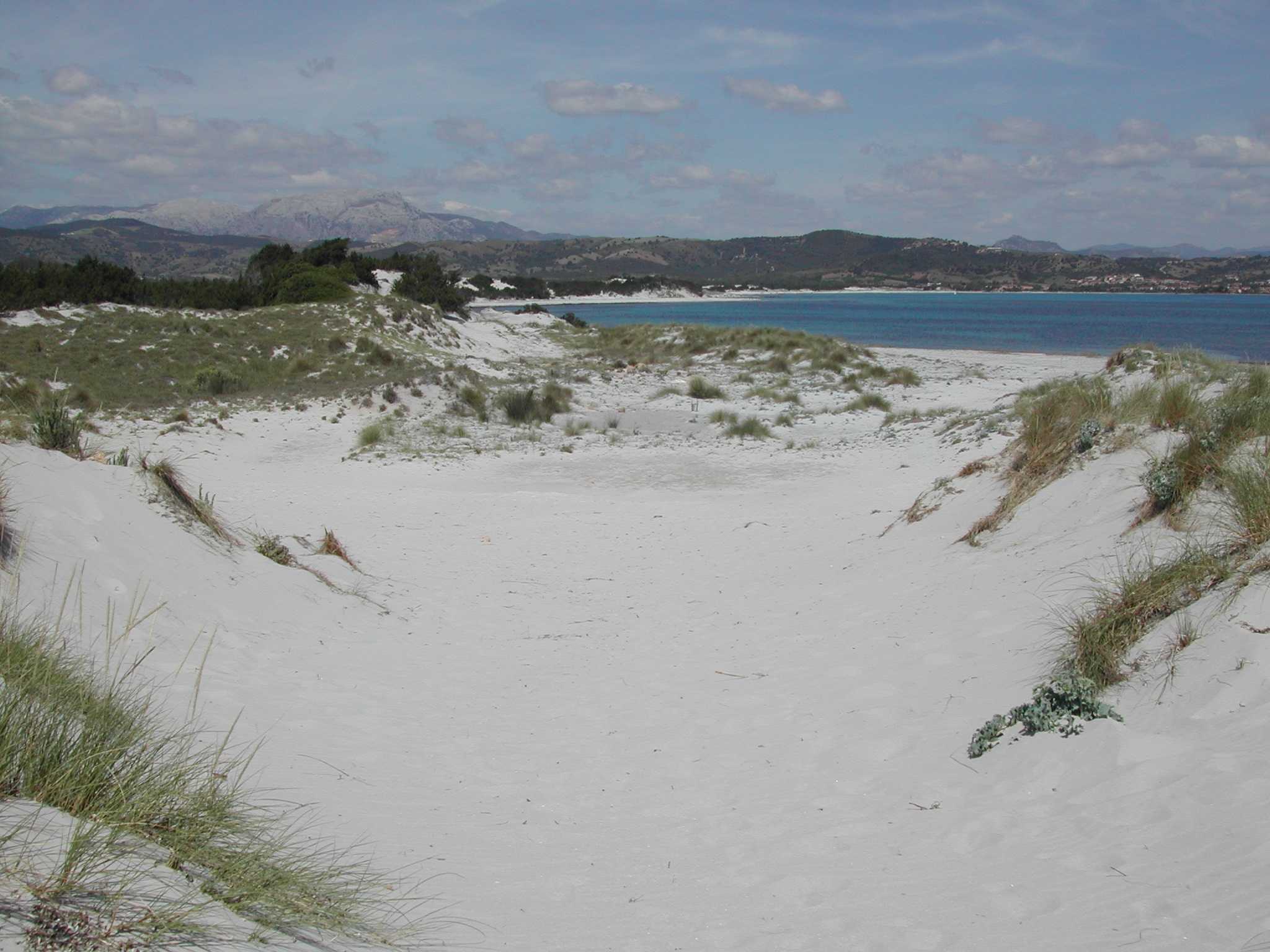
La duna di capo Comino